# Jaroslav Brabec
Pour les articles homonymes, voir Brabec.
Jaroslav Brabec (né le 27 juillet 1949 à Litoměřice (Tchécoslovaquie) et mort le 20 mai 2018), est un athlète tchécoslovaque puis tchèque, spécialiste du lancer du poids.

## Biographie
Jaroslav Brabec remporte le titre du lancer du poids lors des Championnats d'Europe en salle de 1973, à Rotterdam, en devançant avec la marque de 20,29 m l'Est-allemand Gerd Lochmann et l'autre Tchécoslovaque Jaromír Vlk. Il remporte également deux médailles de bronze lors des éditions 1972 et 1974.

### Palmarès
| Date | Compétition                    | Lieu      | Résultat | Marque  |
| ---- | ------------------------------ | --------- | -------- | ------- |
| 1972 | Championnats d'Europe en salle | Grenoble  | 3e       | 19,94 m |
| 1973 | Championnats d'Europe en salle | Rotterdam | 1er      | 20,29 m |
| 1974 | Championnats d'Europe en salle | Göteborg  | 3e       | 19,87 m |
| 1974 | Championnats d'Europe          | Rome      | 7e       | 19,73 m |
| 1975 | Championnats d'Europe en salle | Katowice  | 4e       | 18,96 m |
| 1978 | Championnats d'Europe en salle | Milan     | 6e       | 19,36 m |
| 1979 | Championnats d'Europe en salle | Vienne    | 6e       | 19,07 m |

### Records
| Épreuve         | Épreuve   | Performance | Lieu            | Date               |
| --------------- | --------- | ----------- | --------------- | ------------------ |
| Lancer du poids | Plein air | 21,04 m     | Banská Bystrica | 1er septembre 1973 |
| Lancer du poids | Salle     | 20,29 m     | Rotterdam       | 11 mars 1973       |